# Remon van de Hare
Remon van de Hare (Amsterdam, 23 maggio 1982) è un ex cestista olandese.

## Carriera
È stato selezionato dai Toronto Raptors al secondo giro del Draft NBA 2003 (52ª scelta assoluta).

## Palmarès
- Liga catalana: 2

Barcellona: 2001, 2004
- Eurolega: 1

Barcellona: 2002-03
- Campionato spagnolo: 2

Barcellona: 2002-03, 2003-04
- Campionato cipriota: 13

AEL Limassol: 2007
- Campionato ucraino: 1

Azovmash Mariupol': 2007-08
- Copa del Rey: 1

Barcellona: 2003
- Coppa di Slovenia: 1

Union Olimpija: 2006
- Supercoppa spagnola: 1

Barcellona: 2004
- Coppa d'Ucraina: 1

Azovmash Mariupol': 2008
- Supercoppa slovena: 2

Union Olimpija: 2005, 2006